# Красношлыков, Геннадий Иванович
Геннадий Иванович Красношлыков (род. 29 апреля 1955 года, Москва, РСФСР, СССР) — советский и российский художник, член-корреспондент РАХ (2023).

## Биография
Родился 29 апреля 1955 года в Москве, где живёт и работает.
В 1989 году — окончил Московское высшее художественно-промышленное училище (сейчас — РГХПУ имени С. Г. Строганова), руководитель диплома Г. И. Правоторов.
С 1991 года — член Московского союза художников, Союза художников России.
Член правления МСХ с 1998 по 2002 годы и с 2010 года и с 2010 года — член правления Объединения московских скульпторов.
В 2023 году — избран членом-корреспондентом Российской академии художеств от Отделения скульптуры.

## Творческая деятельность
Основные скульптурные произведения: «Нарцисс» (1997), «Маленький император» (1998), «Поцелуй Иуды» (2000), «Волхвы» (2000), «Юдифь» (2005), «Портрет отца» (2006), «Чаша скорби» (2007), «Апостолы Петр и Павел» (2010), «Небесный воин» (2016), «Изгнанные» (2019) и многие другие.
Произведения представлены в собрании Государственного Русского музея (Санкт-Петербург), Центрального парка культуры и отдыха имени М. Горького (Москва), Национального музея «Дракон» (Тайвань), Рязанского государственного областного художественного музея имени И. П. Пожалостина, а также в в частных коллекциях в России и за рубежом.
Участник выставок с 1983 года. Персональные выставки прошли в Ансбахе (Германия, 1993), Ярославском художественном музее (1996), Московском доме скульптора (2005), галерее Союза Дизайнеров Москвы (2008), галерее на Чистых прудах (Москва, 2008), галерее «Открытый клуб» (Москва, 2014), в залах Московского Союза художников (2015).

## Награды
- Заслуженный художник Российской Федерации (2017)[1]
- Благодарность Министерства культуры Российской Федерации (2014)
- Медаль «За заслуги в развитии изобразительного искусства» МСХ (2015)
- Золотая медаль «Духовность, традиции, мастерство» СХР (2015)

Награды РАХ
- Диплом РАХ (2013)
- Серебряная медаль РАХ (2014)
- Благодарность РАХ (2015)